# 東日出男
東 日出男（ひがし ひでお、1936年5月2日 - ）は、昭和時代に活躍したプロレスラー。大同山又道・白頭山らが興した東亜プロレスに所属し、看板選手としてリングに上がった。[大阪八尾]の生まれ。　

## 経歴
- 身長172cm・体重84kg
- もともとはボクシングをやっていたが、腕っ節の強さを東亜プロレスの関係者に見込まれ、スカウトされ入門
- 1956年（昭和31年）に行われた「日本ライト・ヘビー級王座決定トーナメント戦」では、1回戦で本命と目された日本プロレスのユセフ・トルコを破る殊勲を挙げたが、2回戦で優勝した吉原功に敗れている。
- 趣味は競馬